# Robert Angus Smith
Robert Angus Smith (Pollokshaws, Glasgow, 15 de Fevereiro de 1817 — Manchester, 12 de Maio de 1884) foi um químico escocês, pioneiro na investigação de numerosas questões ambientais. Em 1852 identificou a correlação entre a chuva ácida e a contaminação atmosférica. A expressão chuva ácida foi por ele cunhada em 1872.

## Biografia
Robert Angus Smith nasceu no bairro de Pollokshaws, arredores de Glasgow, Escócia, no seio de uma família de meios modestos, passando a sua infância nos meios operários da cidade onde vivia com o seu pai, mãe e duas irmãs que faleceram precocemente, vítimas de doença.
Com o objectivo de abandonar a precariedade da vida familiar, matriculou-se em Teologia na Universidade de Glasgow, preparando-se para uma carreira como ministro da Church of Scotland, mas abandonou a Universidade antes de concluir os estudos.
Empregou-se então como tutor privado, acompanhadno a família de um dos seus alunos para a Alemanha, onde se fixou em Gießen no ano de 1839. Resolveu então ficar na Alemanha a estudar Química, tendo sido aluno de Justus von Liebig. Obteve o seu Doutoramento em 1841.
Terminados os estudos, fixou-se em Londres. Depois de ter ainda considerado retomar a sua carreira eclesiástica, decidiu empregar-se no laboratório de Lyon Playfair, na Royal Manchester Institution, em Manchester. Naquele laboratório dedicou-se essencialmente à investigação no domínio da química da atmosfera terrestre, com destaque para as questões da poluição atmosférica, já que Manchester era ao tempo a principal cidade industrial do Mundo.
A partir de 1845, depois de Lyon Playfair ter abandonado a instituição, passou a trabalhar como analista químico independente. Após algumas situações menos agradáveis, Smith passou a recusar trabalhar como perito forense, trabalho que era o principal emprego dos analistas da época, por considerar corruptor o trabalho que lhe era pedido.
A sua fama de integridade levou a que fosse convidado a integrar Alkali Inspectorate logo que a instituição foi criada pelo Alkali Act 1863. Manteve aquele emprego até ao seu falecimento.
Publicou os resultados da sua investigação sobre química atmosférica em 1872, numa obra de  600 páginas intitulada Air and Rain: the Beginnings of a Chemical Climatology. Naquela obra descreve três zonas de poluição atmosférica diferenciadas, típicas das cidades da época:
- As regiões de agricultura intensa onde a presença de carbonato e  de amoníaco é importante;
- A periferias urbanas, onde é alta a concentração de sulfato de amónia no ar;
- Os grandes centros urbanos, onde é importante a presença de ácido sulfúrico.

Robert Angus Smith despendeu cerca de 20 anos na redacção da sua obra, já que os trabalhos que lhe deram origem datam de cerca de 1852. A obra tornou-se referência obrigatória para múltiplas gerações de químicos da atmosfera.
Faleceu em Manchester a 12 de Maio de 1884, reconhecido como um dos maiores químicos do seu tempo. Está sepultado no cemitério de St Paul's Church (Igreja de São Paulo) em Kersal Moor, Salford.